# سفارة النمسا في برلين
سفارة النمسا في برلين هي أرفع تمثيل دبلوماسي لدولة النمسا لدى ألمانيا. تقع السفارة في ميته وهي تهدف لتعزيز المصالح النمساوية في ألمانيا.

## وصلات خارجية
- الموقع الرسمي
- قائمة سفارات النمسا
- قائمة السفارات في ألمانيا